# Принцип локальности
В физике принцип локальности/близкодействия утверждает, что на объект влияет только его непосредственное окружение. Для того, чтобы действие в одной точке оказало влияние на другую точку, что-то в пространстве между этими точками должно опосредовать действие — например, волна или частица пройдя через пространство между двумя точками окажет влияние.
Специальная теория относительности ограничивает скоростью света все такие влияния. Следовательно, принцип локальности подразумевает, что событие в одной точке не может вызвать одновременный результат в другой точке.
Квантовая механика, по-видимому, нарушает неравенства Белла, на основании чего некоторые интерпретации квантовой механики допускают нелокальность квантовых эффектов.

## Классическая физика
В XVII веке закон всемирного тяготения Ньютона сформулирован в терминах «действия на расстоянии», что нарушило принцип локальности. В теории Ньютона гравитационное взаимодействие распространяется мгновенно, сила тяготения зависит только от взаимного расположения тел в данный момент времени. Ньютон понимал это, ему это не нравилось. Он писал своему другу Ричарду Бентли:

Невозможно представить, чтобы неодушевлённая грубая материя без посредства чего-либо ещё нематериального могла бы действовать и оказывать влияние на другую материю без взаимного соприкосновения с ней, как это должно было быть, если тяготение в смысле Эпикура сущностно и присуще ей /материи/. Это — одна из причин, по которой я не хотел бы, чтобы Вы приписывали мне /идею/ врождённого тяготения. То, что тяготение должно быть врождённым, внутренне присущим материи и сущностным для неё, дабы одно тело могло воздействовать на другое на расстоянии через пустоту, без посредства какого-либо агента, посредством и при участии которого действие и сила /тел/ могли бы передаваться от одного /тела/ к другому, представляется мне столь вопиющей нелепостью, что, по моему убеждению, ни один человек, способный со знанием дела судить о философских материях, не впадает в неё. Тяготение должно вызываться неким агентом, постоянно действующим по определённым законам; материален ли этот агент или нематериален, я предоставляю судить читателям.

Закон Кулона электрических сил первоначально также подразумевал мгновенное действие на расстоянии, но позже был заменён уравнениями Максвелла, которые подчиняются локальности.
В 1905 году специальная теория относительности Альберта Эйнштейна постулировала, что никакое вещество или энергия не может двигаться быстрее скорости света. Позже ему удалось создать общую теорию относительности, которая стала альтернативой Ньютоновской теории гравитации. Физика вновь подчинялась принципу локальности.

## Парадокс Эйнштейна — Подольского — Розена
Альберт Эйнштейн предполагал, что принцип локальности/близкодействия был необходим и что не могло быть его нарушений. Он отмечал:

Следующая идея характеризует относительную независимость пространственно разнесённых/удалённых объектов A и B: внешнее воздействие на A прямо не отражается на B; это известно как Принцип Локальности/Близкодействия, который сообразно используется только в теории поля. Если совершенно отвергнуть эту аксиому, тогда идея существования квазизамкнутых систем, и следовательно тем самым постулирование законов, которые могут быть проверены эмпирически в общепринятом смысле, стала бы невозможной.

Эйнштейн ощущал, что, по его мнению, было что-то фундаментально неверное в квантовой механике из-за её предсказаний нарушения локальности. В знаменитой работе он со своими соавторами описал парадокс, суть которого в допущении теоретической возможности через косвенные измерения обойти фундаментальный для квантовой механики принцип неопределённости, который таким образом перестаёт быть абсолютным и лишь свидетельствует о неполноте наших представлений о квантовой механике, а физика всей Вселенной потенциально может быть математически описана.
Тридцать лет спустя Джон Стюарт Белл ответил на это работой, которая показала, что никакая физическая теория локальных скрытых переменных/параметров не может воспроизвести все предсказания квантовой механики (теорема Белла).

## Локальный реализм
Локальный реализм  — это комбинация принципа локальности с «реалистичным» предположением, что все объекты обладают «объективно существующими» значениями своих параметров и характеристик для любых возможных измерений, могущих быть произведёнными над этими объектами, перед тем как эти измерения производятся. Эйнштейн, будучи, сторонником локального реализма, любил в связи с этим говорить, что Луна не исчезает с неба, даже если её никто не наблюдает.

## Реализм
Реализм  в том смысле, в котором его используют физики, не прямо идентичен значению слова реализм в метафизике.
Последнее — это своего рода утверждение, что существует в некотором смысле мир независимый от сознания. Даже если результаты какого-либо возможного измерения не существуют до проведения измерения, это не означает, что они создаются наблюдателем (как в интерпретации квантовой механики под названием «сознание вызывает коллапс»). Более того, независимое от сознания свойство может и не быть значением какой-либо физической переменной/параметра, к примеру, положение или импульс. Свойство может быть диспозиционным — то есть имеющим тенденцию, то есть оно может быть тенденцией, в том смысле что стеклянные объекты имеют тенденцию разбиваться, или расположены/имеют склонность разбиваться, даже если они не разбиваются в реальности/на самом деле. Сходным образом, независимые от сознания свойства квантовых систем могли бы состоять из тенденции отвечать на определённого рода измерения определённого рода значениями с некоторой вероятностью. Такая онтология была бы метафизически реалистична и не будучи реалистичной в смысле, который физики вкладывают в словосочетания «локальный реализм» (которые требует, чтобы чёткое и единственное определённое значение измеряемой величины получалось бы с определённостью и достоверностью).
Локальный реализм является существенной чертой классической механики, общей теории относительности и теории Максвелла, но квантовая механика по большому счету отвергает этот принцип из-за присутствия квантовой запутанности безотносительно к расстоянию, наиболее чётко продемонстрированной ЭПР-парадоксом и количественно формализованной неравенствами Белла. Любая теория, к примеру квантовая механика, которая нарушает неравенства Белла, должна отвергнуть или локальный реализм, или контрфактическую определённость. (Некоторые физики в ходе диспутов указывают, что эксперименты продемонстрировали нарушения неравенств Белла, на основании того, что подкласс неоднородных неравенств Белла не был протестирован/проверен или соображения такого порядка: экспериментальные ограничения). Различные интерпретации квантовой механики отвергают различные части локального реализма и/или контрфактическую определённость.

## Философский, исторический и психологический взгляд
Существует мнение, что в отсутствие локальности мир обладал бы магическими свойствами, «причём не в хорошем смысле».
Нарушения принципа локальности часто встречаются в фантастике и фэнтези.
В формулировках современной теоретической физики (например, квантовой теории поля) принцип локальности понимается как непреложная аксиома.